# Liste des circonscriptions électorales du Tyne and Wear
Le Comté cérémoniel du Tyne and Wear
est divisé en 12 Circonscriptions parlementaires.
Ils sont tous Borough constituencies.

## Circonscription
- † Conservateur
- ‡ Travailliste
- ¤ Libéral Démocrate
- UKIP

| Circonscription                   | Électeur | Majorité       | Member of Parliament | Member of Parliament | Opposition | Opposition        | Map |
| --------------------------------- | -------- | -------------- | -------------------- | -------------------- | ---------- | ----------------- | --- |
| Blaydon BC                        | 68,459   | 13,477 (28.0%) |                      | Liz Twist‡           |            | Tom Smith†        |     |
| Gateshead BC                      | 65,186   | 17,350 (41.2%) |                      | Ian Mearns‡          |            | Lauren Hankinson† |     |
| Houghton and Sunderland South BC  | 68,123   | 12,341 (29.8%) |                      | Bridget Phillipson‡  |            | Paul Howell†      |     |
| Jarrow BC                         | 64,778   | 17,263 (40.1%) |                      | Stephen Hepburn‡     |            | Robin Gwynn†      |     |
| Newcastle upon Tyne Central BC    | 55,368   | 14,937 (40.3%) |                      | Chinyelu Onwurah‡    |            | Steve Kyte†       |     |
| Newcastle upon Tyne East BC       | 61,989   | 19,261 (46.3%) |                      | Nick Brown‡          |            | Simon Kitchen†    |     |
| Newcastle upon Tyne North BC      | 66,073   | 10,349 (21.5%) |                      | Catherine McKinnell‡ |            | Duncan Crute†     |     |
| North Tyneside BC                 | 78,914   | 19,284 (37.2%) |                      | Mary Glindon‡        |            | Henry Newman†     |     |
| South Shields BC                  | 63,433   | 14,508 (35.6%) |                      | Emma Lewell-Buck‡    |            | Felicity Buchan†  |     |
| Sunderland Central BC             | 72,728   | 9,997 (22.2%)  |                      | Julie Elliott‡       |            | Robert Oliver†    |     |
| Tynemouth BC                      | 77,434   | 11,666 (20.5%) |                      | Alan Campbell‡       |            | Nick Varley†      |     |
| Washington and Sunderland West BC | 67,280   | 12,940 (31.9%) |                      | Sharon Hodgson‡      |            | Jonathan Gullis†  |     |

## Changements de limites
| Nom | Limites actuelles                              |
| --- | ---------------------------------------------- |
| 1. Blaydon BC 2. Gateshead East and Washington West BC 3. Houghton and Washington East BC 4. Jarrow BC 5. Newcastle upon Tyne Central BC 6. Newcastle upon Tyne East and Wallsend BC 7. Newcastle upon Tyne North BC 8. North Tyneside BC 9. South Shields BC 10. Sunderland North BC 11. Sunderland South BC 12. Tyne Bridge BC 13. Tynemouth BC | Circonscription parlementaire du Tyne and Wear |

## Résultats

1983
1987
1992
1997
2001
2005
2010
2015
2017

## Représentation historique par parti
| Circonscription                                                        | 1983      | 85        | 1987      | 1992        | 1997        | 2001        | 2005        | 2010       | 13          | 2015        | 2017        | 19          |
| ---------------------------------------------------------------------- | --------- | --------- | --------- | ----------- | ----------- | ----------- | ----------- | ---------- | ----------- | ----------- | ----------- | ----------- |
| Blaydon                                                                | McWilliam | McWilliam | McWilliam | McWilliam   | McWilliam   | McWilliam   | Anderson    | Anderson   | Anderson    | Anderson    | Twist       | Twist       |
| Gateshead East / Gd E & Washington W (1997) / Wn & Sunderland W (2010) | Conlan    | Conlan    | Quin      | Quin        | Quin        | Quin        | Hodgson     | Hodgson    | Hodgson     | Hodgson     | Hodgson     | Hodgson     |
| Houghton and Washington / Hn & Wn E (1997) / Hn & Sunderland S (2010)  | Boyes     | Boyes     | Boyes     | Boyes       | Kemp        | Kemp        | Kemp        | Phillipson | Phillipson  | Phillipson  | Phillipson  | Phillipson  |
| Jarrow                                                                 | Dixon     | Dixon     | Dixon     | Dixon       | Hepburn     | Hepburn     | Hepburn     | Hepburn    | Hepburn     | Hepburn     | Hepburn     | →           |
| Newcastle upon Tyne Central                                            | Merchant  | Merchant  | Cousins   | Cousins     | Cousins     | Cousins     | Cousins     | Onwurah    | Onwurah     | Onwurah     | Onwurah     | Onwurah     |
| Newcastle upon Tyne East (1983-1997, 2010-) / & Wallsend (1997-2010)   | N. Brown  | N. Brown  | N. Brown  | N. Brown    | N. Brown    | N. Brown    | N. Brown    | N. Brown   | N. Brown    | N. Brown    | N. Brown    | N. Brown    |
| Newcastle upon Tyne North                                              | R. Brown  | R. Brown  | Henderson | Henderson   | Henderson   | Henderson   | Henderson   | McKinnell  | McKinnell   | McKinnell   | McKinnell   | McKinnell   |
| Wallsend / North Tyneside (1997)                                       | Garrett   | Garrett   | Garrett   | Byers       | Byers       | Byers       | Byers       | Glindon    | Glindon     | Glindon     | Glindon     | Glindon     |
| South Shields                                                          | Clark     | Clark     | Clark     | Clark       | Clark       | Miliband    | Miliband    | Miliband   | Lewell-Buck | Lewell-Buck | Lewell-Buck | Lewell-Buck |
| Sunderland North / Sunderland Central (2010)                           | Clay      | Clay      | Clay      | Etherington | Etherington | Etherington | Etherington | Elliott    | Elliott     | Elliott     | Elliott     | Elliott     |
| Sunderland South                                                       | Bagier    | Bagier    | Mullin    | Mullin      | Mullin      | Mullin      | Mullin      |            |             |             |             |             |
| Tyne Bridge / Gateshead (2010)                                         | Cowans    | Clelland  | Clelland  | Clelland    | Clelland    | Clelland    | Clelland    | Mearns     | Mearns      | Mearns      | Mearns      | Mearns      |
| Tynemouth                                                              | Trotter   | Trotter   | Trotter   | Trotter     | Campbell    | Campbell    | Campbell    | Campbell   | Campbell    | Campbell    | Campbell    | Campbell    |